# Anartia jamaicensis
Anartia jamaicensis är en fjärilsart som beskrevs av Heinrich Benno Möschler 1886. Anartia jamaicensis ingår i släktet Anartia och familjen praktfjärilar. Inga underarter finns listade i Catalogue of Life.